# 医療社会学
医療社会学（いりょうしゃかいがく、英: medical sociology）とは、医療や保健、健康、病気に関する問題について、社会学的な側面からその性格を明らかにすると共に、問題解決に必要な科学的な根拠を提供する社会学の一分野である。

## 歴史と展開

### 米国における医療社会学の成立
制度的学問としての医療社会学は、第二次世界大戦後の米国において成立し、1950年代に著しい発展を遂げている。当初は、精神衛生や公衆衛生に関する研究プロジェクトに社会学者が参加することで研究が始まったこともあり、医学の要請に応じた研究が中心であったが、やがてタルコット・パーソンズらによって、独自に医療や健康を対象とする社会学理論の構築が進み、1959年にはアメリカ社会学会に医療社会学部門が設置されるに至った。

### 「医療における社会学」と「医療を対象とする社会学」
米国における医療社会学の成立の背景からも分かるように、医療社会学は、医学・医療によってあらかじめ規定された問題を扱う「医療における社会学」（sociology in medicine）と、医学・医療側の関心や価値志向自体を対象化し批判的に取り扱う「医療を対象とする社会学」（sociology of medicine）の2つの潮流を有している。
ただし、近年の欧米諸国では、以下に見るような「健康と病気の社会学」の研究の進展により、両者の相互浸透が見られるようになり、以上の区分は融解を見せるようになっている。

### 健康と病気の社会学
1980年代後半になると、医療を対象とする社会学において、構築主義の展開などを背景として、健康や病気の定義そのものを問題視する動きが高まり、医療において支配的な生物医学モデルを批判的に捉えるべく、「健康と病気の社会学」が提唱されるようになった。
この健康と病気の社会学によって、従来の医療では必ずしも重視されてこなかった病院外での日常の生活が射程に入るようになり、保健や公衆衛生、予防といった面での有効性から、医学・医療側の注目を集めるようにもなっている。

### 日本における医療社会学
日本では、1960年代頃に、ようやく公衆衛生や精神衛生、看護などの分野で社会学や注目されるようになり、また社会学者もこれらの分野に目を向け始めるようになった。学会組織としては1974年に日本保健医療社会学会が発足し、また、東京大学などのいくつかの大学研究機関においても、「保健社会学」名の講座が設けられるようになったが、多くは「医療における」保健や看護の社会学（すなわち、保健社会学、看護社会学）としての性格を強く帯びていた。
したがって、今日でも、「健康と病気の社会学」への世界的な医療社会学の展開からみれば、日本では依然として研究者の層は薄く研究蓄積も十分ではない。この原因としては、第一に医療側に権威主義的、閉鎖的な傾向に基づく医療支配がなお強く残っており、外部からの参入や研究が困難であること、第二に、社会学側において、保健・医療の分野が重要視されてこなかったこと（欧米の社会学の教科書にはかならず健康・病気、保健・医療に関する章が設けられているが、日本の教科書には皆無である）が挙げられる。

## 医療社会学の対象

### 健康・病気の社会階層的格差
医療社会学は、疫学、予防医学によって研究されてきた日常生活における個人的要因に対して、さらにマクロなレベルでの社会的な要因（健康の社会的決定要因）からアプローチすることで、保健医療の問題解決には、保健医療の枠を超えた社会学的政策が必要であることを明らかにしてきた。
例えば、健康状態の社会階層間格差の存在およびその発生メカニズムを明らかにした研究などが挙げられ、その代表的な研究成果として、タウンセンドらの『健康の不平等――ブラック・レポート』（1982年）、ブラクスターの『健康とライフスタイル』（1990年）がある。とりわけタウンセンドらの報告（ブラック・レポート）は、当時の英国議会でも取り上げられ、大論争を引き起こすことになった。

### 医療社会史研究
「健康と病気の社会学」にみられるような構築主義的関心は、古くは正常/異常の区分（逸脱）の恣意性を説いたミシェル・フーコーの『臨床医学の誕生』に由来にするものである。フーコー流の社会史的研究を引き継いだ代表的な著作として、クロディーヌ・エルズリッシュとジャニーズ・ピエレの『〈病人〉の誕生』が挙げられる。
また、非西洋の視点から西洋医療を相対化する医療人類学の取り組みもなされており、その代表的な著作として、G・M・フォスターとB・G・アンダーソンの『医療人類学』がある。

### 脱医療化、脱施設化
また、健康・医療の問題が西洋専門医学にのみ委ねることへの反省を背景として、「医療化」や「施設化」に対して、人間本来の治癒能力や自律性を重視し、医療/非医療の境界の融解を目指す「脱医療化」がイヴァン・イリイチらによって唱えられ、また、近年では、日常生活や地域生活のなかでケアを行う「脱施設化」に向けた研究も始められている。
実際に、WHOが1986年に宣言したオタワ憲章でうたわれているヘルスプロモーションでは、地域社会や地域コミュニティ単位での健康活動へのエンパワメントに焦点が向けられており、英米では地域研究との連携も進んでいる。

## 主な学説・理論

### 病気行動論
医療社会学における「病気行動」は、「病気であると感じている人が、その病気が何であるのかを知り、助けを求める行動」と定義される。当初は、近代医療の普及を妨げている要因を同定し、それに対処するために考え出された概念である。さらに、今日では、近代医療の制度的構成を明らかにするために用いられている。
病気行動に影響を与える変数としては、生物学的変数の他、社会階層やソーシャル・ネットワークの有無が挙げられている。ここでのソーシャル・ネットワークは、いわば「非専門家による相談システム」として機能しており、つまり、近代医療制度を形成している専門家システムの裏領域において、インフォーマルないしローカルな非専門家システムが当の専門家システムの機能を促進させあるいは疎外しており、個人の行動と社会制度を媒介する重要なはたらきを担っている。

### 病人役割論

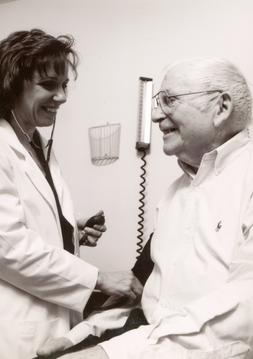
自分勝手には「病人」になれない

医療社会学では、「病人」を社会学でいうところの「社会的役割」の観点から分析している。その古典的な理論が構造機能主義社会学の泰斗タルコット・パーソンズによる病人役割論である。すなわち、パーソンズによれば、社会システムを維持するために以下のような社会的役割が病人に要請されているという。
1. 通常の社会的役割からは免除される。
2. 罹患に対する責任は問われない。
3. 回復に向けての義務が課される。
4. 専門的援助を求め医師に協力する義務が課される。

ただし、このようなパーソンズの定式化は、あまりに大人‐子ども関係に模したものであるとして、その後数多くの批判を受け、「契約モデル」等の考え方が現れている。ただし、この定式化は1つの理念型としてはなお有効性を有している。例えば、アルコール依存症患者を単純に「病人」と見なすことに対して抵抗感が抱かれる場合があるが、その背景にはアルコール依存症は自己責任、自業自得であるとする通念があり、したがって、如上の2番目の条件に抵触していると感じられるためである。

### 「医療化」論
パーソンズの議論は、医療を社会システム維持の機能要件として肯定的に捉えるものであるのに対して、近代における医療制度を否定的に捉えているのがイリイチ（医療化論）やフーコー（医学的まなざし論）である。
イリイチは、医療制度は「専門家依存」をもたらすものであり、すなわち人間個々人の能力を奪い、不能化するものであると批判し、さらには、「医療そのものが健康に対する主要な脅威になりつつある」として、これを広義の医原病（社会的医原病、文化的医原病）としている。

### 病の経験論（物語論）
慢性的、長期的な病の経過や回復に対して、患者が当の病をどのように意味づけ、どのように語るのか、すなわち日常生活における主観的意味世界がきわめて重要な影響力を果たしていることが認識されるにつれ、医療社会学においても、構築主義の影響の中で、病の意味論、病の物語論が登場している。
こうした物語論は、患者の訴えを主観的なバイアスのかかった情報と見なしてきた従来の医療に大きな反省を迫るものとなっている。物語論のアプローチによれば、治療にとってまず重要なことは、患者の日常生活における主観的、間主観的な意味世界を共有することなのである。

## 基本文献
（教科書・概説書）
- 進藤雄三『医療の社会学』（世界思想社、1990年）
- 園田恭一編『社会学と医療』（弘文堂、1992年）
- 黒田浩一郎編『現代医療の社会学――日本の現状と課題』（世界思想社、1995年）
- 佐藤純一・黒田浩一郎編『医療神話の社会学』（世界思想社、1998年）
- 山崎喜比古編『健康と医療の社会学』（東京大学出版会、2001年）